# Philoponella arizonica
Philoponella arizonica là một loài nhện trong họ Uloboridae.
Loài này thuộc chi Philoponella. Philoponella arizonica được Willis J. Gertsch miêu tả năm 1936.